# رودخانه اورول

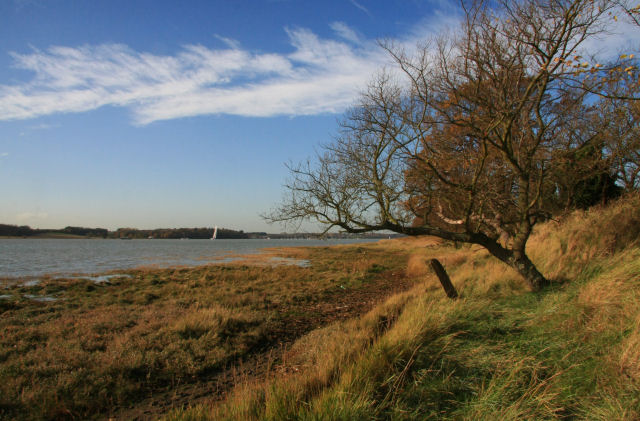
ساحل رودخانه اورول

رودخانه اورول (انگلیسی: River Orwell)  از شهرستان سافولک در انگلستان از ایپسویچ به فلیکس استو می گذرد. در بالای ایپسویچ، رودخانه به عنوان رودخانه گیپینگ شناخته می شود، اما نام آن به اورول در پل استوک تغییر می کند. این پای‌رود در ایپسویچ گسترش می‌یابد، و سپس پس از پیوستن به رودخانه استور در شاتلی و تشکیل بندر هارویچ، به دریای شمال در فلیکستو ، بزرگترین بندر کانتینری بریتانیا می‌ریزد.